# Max Rössler
Max Rössler (* 7. Januar 1940) ist ein Schweizer Investor und Mäzen.

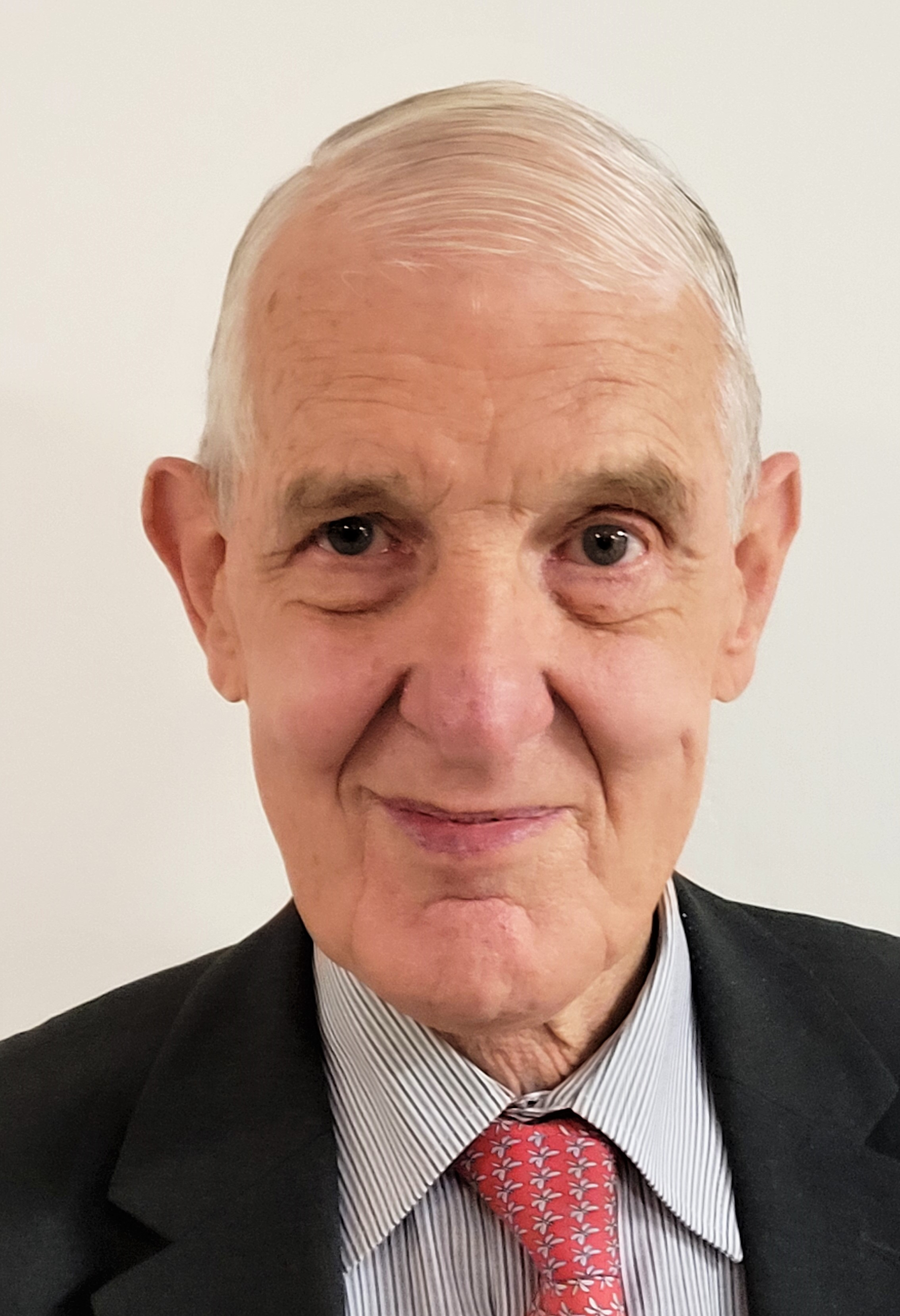
Max Rössler (2021)

## Leben
Max Walter Rössler besuchte die Kantonsschule am Burggraben in St. Gallen, wo er mit der Matura abschloss. Anschliessend studierte er Mathematik an der ETH Zürich, wo er bei Eduard Stiefel mit einer Dissertation über Bahnberechnungen in der Raumfahrt (Himmelsmechanik) 1966 promovierte. Es folgte ein Aufenthalt an der Harvard University in Cambridge (Massachusetts), USA, für die Durchführung eines Forschungsauftrags der NASA zur Berechnung von Raumfahrtbahnen. Anschliessend war er an der ETH Zürich Lehrbeauftragter für Angewandte Mathematik und Operations Research.
Im Jahr 1978 wechselte Rössler ins Finanzwesen. Er wurde bei der Schweizerischen Kreditanstalt verantwortlich für die Analyseabteilung festverzinslicher Anlagen und die Verwaltung von Investmentfonds im Umfang von 12 Milliarden Schweizer Franken. Später bewirtschaftete er Anlagen bei der Schweizerischen Unfallversicherungsanstalt (SUVA). Seine in der Finanzbranche erworbenen Kenntnisse verwendete er erfolgreich für eigene Investitionen. Sein beträchtliches Vermögen umfasst Beteiligungen bei mehreren Schweizer Unternehmen. So war er über seine Parmino Holding AG Hauptaktionär beim Bauunternehmen Implenia. Durch seinen Einfluss auf die Besetzung der Implenia-Führungsmannschaft ist Rössler vermehrt der Öffentlichkeit bekannt geworden.  Zudem hält Rössler eine wesentliche Beteiligung beim Werkzeugmaschinenunternehmen Starrag Group und ist Verwaltungsrat bei weiteren Firmen wie bei der RSB Securities AG, Global Care und der SunVesta Holding. Er hat auch Darlehen der Firma Precious Woods gewährt. Ebenfalls ist er Berater von Schweizer Privatbanken. Bei der Rütli-Stiftung, welche der Privatbank Reichmuth & Co angeschlossen ist, wirkte Rössler als Stiftungsrat mit.

## Mäzen
Sein Privatvermögen ermöglichte ihm, grosse Spenden zu machen. So finanzierte er durch eine Donation von 10 Millionen Schweizer Franken an die ETH Foundation ab 2009 den jährlichen Rössler-Preis zur Förderung ausgezeichneter junger Professoren an der ETH Zürich. Das Preisgeld beträgt 200'000 Schweizer Franken.  Zudem ermöglichte eine weitere bedeutende Schenkung zusammen mit der Walter-Haefner-Stiftung die Gründung des neuen Instituts für Theoretische Studien an der ETH Zürich 2013.

## Auszeichnungen
- 2013: Ehrenrat der ETH Zürich[2]